# Nowy Dwór (rejon piński)
Nowy Dwór (biał. Новы Двор; ros. Новый Двор) – agromiasteczko na Białorusi, w obwodzie brzeskim, w rejonie pińskim, w sielsowiecie Nowy Dwór, nad Jeziorem Pohost i Wiślicą.
Znajduje się tu parafialna cerkiew prawosławna pw. Zaśnięcia Matki Bożej z 1992 r.

## Historia
W miejscowości działał męski monaster, zlikwidowany w 1817 r.
W dwudziestoleciu międzywojennym Nowy Dwór leżał w Polsce, w województwie poleskim, w powiecie pińskim, w gminie Łohiszyn. Po II wojnie światowej w granicach Związku Sowieckiego. Od 1991 w niepodległej Białorusi.